# 伊莎贝拉二世 (耶路撒冷)
伊莎贝拉二世（Isabella II；1212年－1228年），原名布里昂的约兰德。耶路撒冷王國女王（1212-1228）和神聖羅馬皇后，布里昂的約翰之女，1212年出生后其母蒙特費拉的瑪麗亞即得产后病亡，旋登王位，由其父摄政。1225年底与腓特烈二世结婚。1226年11月诞育一女（1227年8月夭折），1228年因分娩康拉德四世而罹产褥热去世，由其丈夫继续统治。